# 万歳通天
万歳通天（ばんざいつうてん、万歳通𠀑）は、武周の武則天の治世に使用された元号。696年 - 697年。

## 西暦・干支との対照表
| 万歳通封 | 元年  | 2年   |
| 西暦     | 696年 | 697年 |
| 干支     | 丙申  | 丁酉  |